# Claude Como
 (novembre 2024).
Pour les articles homonymes, voir Como.
Claude Como, née le 5 décembre 1964 à Marseille, est une artiste plasticienne française. Elle vit à Marseille depuis 2012.

## Biographie
Claude Como a grandi en Côte d'Ivoire (Abidjan) jusqu’à l’âge de 16 ans. Elle obtient son diplôme en Arts Plastiques à la Faculté d'Aix-en-Provence puis s’installe à Paris dans les années 90.
Claude Como aborde son travail de création par la peinture mais sa pratique artistique est transdisciplinaire. Elle se fait connaître par la série des psychopathes « Le Szondi Test » en 1993. En 2002, elle crée le Centre d’Arts Visuels Le Triage à Nanterre. 
À partir de 2019, Claude Como utilise la technique artisanale du tuftage (ou tufting). Claude Como a bénéficié en 2020 de la Bourse d’aide à la création de la DRAC PACA. Elle est lauréate de la Bourse Ekphrasis en 20211.

## Séries & travaux
Marquée par son enfance africaine, Claude Como plonge au cœur du vivant pour en révéler l’immense diversité. Ses œuvres monumentales et immersives sont inspirées par le monde végétal, le vivant. L’artiste construit son œuvre à partir de notions telles que le déracinement, le mouvement, l’absence, l’impermanence, la mort et les renaissances possibles.

## Expositions

### Expositions individuelles
- « Sweet Symphony », Palais de l’Europe, Menton, 2024
- « Ô moun païs », Mucem, Marseille, 2024
- « Résonance(s) », Invitée d’honneur du Salon européen des métiers d’art, Strasbourg, 2023
- « Supernature », Musée de Louviers, 2023
- « Germinations », Musée de Cahors Henri-Martin, Juin Jardins, 2023
- « La forme de l’inattendu », Atelier d’Estienne, Centre d’Art Contemporain de Pont-Scorff, 2022
- « Supernature », Galerie Le Cabinet d'Ulysse, Marseille, 2021
- « Gaîa Origines », Galerie Lazarew, Paris, 2019-2020
- « Retsina » Espace Triptyque, Marseille, 2016
- Collaboration avec la Galerie Metropolis, Paris, 2011-2015
- Salons Drawing Now, Paris, 2011-2015
- « Moi, jeux », Centre Culturel Le Sel, Sèvres, 2011
- Galerie Sellem, Paris, 2007
- Le Trait d’Union, Neufchâteau, 2004
- « Rosacerdoce »,  Serre de Valois, Domaine national de Saint-Cloud, 2004
- Salon FIAC, Collaboration avec la Galerie Barbier-Beltz, Paris, 1993-1999
- Galerie La Lune en Parachute, Épinal, 1997
- Espace Horlieu, Lyon, 1996

### Expositions collectives
- La Galerie 19M, MUCEM, Marseille, 2024
- « Végétal », Centre Jacques Brel, Thionville, 2024
- « Aimons-nous vivant », Galerie Clémence Boisanté, Montpellier, 2023
- « Jardins imaginaires », Abbaye de l’Escaladieu, Bonnemazon, 2023
- « Inspirées - Acte 3 – Arts textile », Centre d'art contemporain l'ar[Tsenal], Dreux, 2023
- « Garden Party », Galerie Porte B, Paris, 2023
- « Nucléation », Centre d'art contemporain Le Mikado, Annecy, 2023
- « Super Nature Manifesta », Galerie Valérie Delaunay, Lyon, 2023
- « Plongez dans la couleur », Musée d’Art Contemporain, Montélimar, 2022
- « Don Papa Art Program », Sélection pour le Prix 2022, Paris
- « Nature-Nature », Galerie Horae, Paris, 2022
- « L’arbre dans l’art contemporain » avec Forest Art Project, Couvent des Carmes de Beauvoir-en-Royans (Commissaire Paul Ardenne), 2022
- « Forest Art Project », Eglise des Jacobins, Musée des Beaux-Arts d'Agen, 2022
- « Natures Mortes », Galerie Valérie Delaunay, Paris, 2021
- « Bleu », Galerie Lazarew, Paris, 2021
- Salon Galeristes, Galerie Lazarew, Paris, 2019-2020
- Résidence à Zunyi, Province du Guizhou, Chine, Printemps 2016
- Centre d’art Contemporain, Tucheng, Chine, 2015
- Salons Slick Bruxelles, 2011-2015
- Artothèque de Flers, 2009
- « Du virtuel à la réalité », Centre culturel de Maubeuge, 2009
- « Vendetta »,  Centre d’Art La Lune en Parachute, Paris, 2008
- Château d’Épinal, Épinal, 2007, 2005 et 2022
- Musée des Avelines, Saint-Cloud, 2006
- « XY gènes sensibles », Centre des arts visuels Le Triage, Nanterre, 2004
- Salon « Pool Art Addict New-York », Centre des arts visuels Le Triage, Nanterre, 2004
- Création du Centre des arts visuels Le Triage, Nanterre, 2002
- Couvent des Cordeliers, Paris, 1997

### Installations interactives
- « Jeu Minots », Centre d'art mille formes, Clermont-Ferrand, 2023
- « Jeu-Minots », Family Festival, Fondation Louis Vuitton, Boulogne, 2023
- « 1, 2, 3 couleurs », Palais des Beaux-Arts de Lille, 2024

## Collections publiques
- FCAC, Fonds Communal d'Art Contemporain de Marseille, France
- Musée de Tucheng, Chine
- Musée Jean Cocteau, Menton
- Galerie d'Art Contemporain, Palais de l'Europe, Menton